# Rue Frantz-Fanon
La rue Frantz-Fanon est une voie située dans le quartier de Charonne du 20e arrondissement de Paris.

## Origine du nom

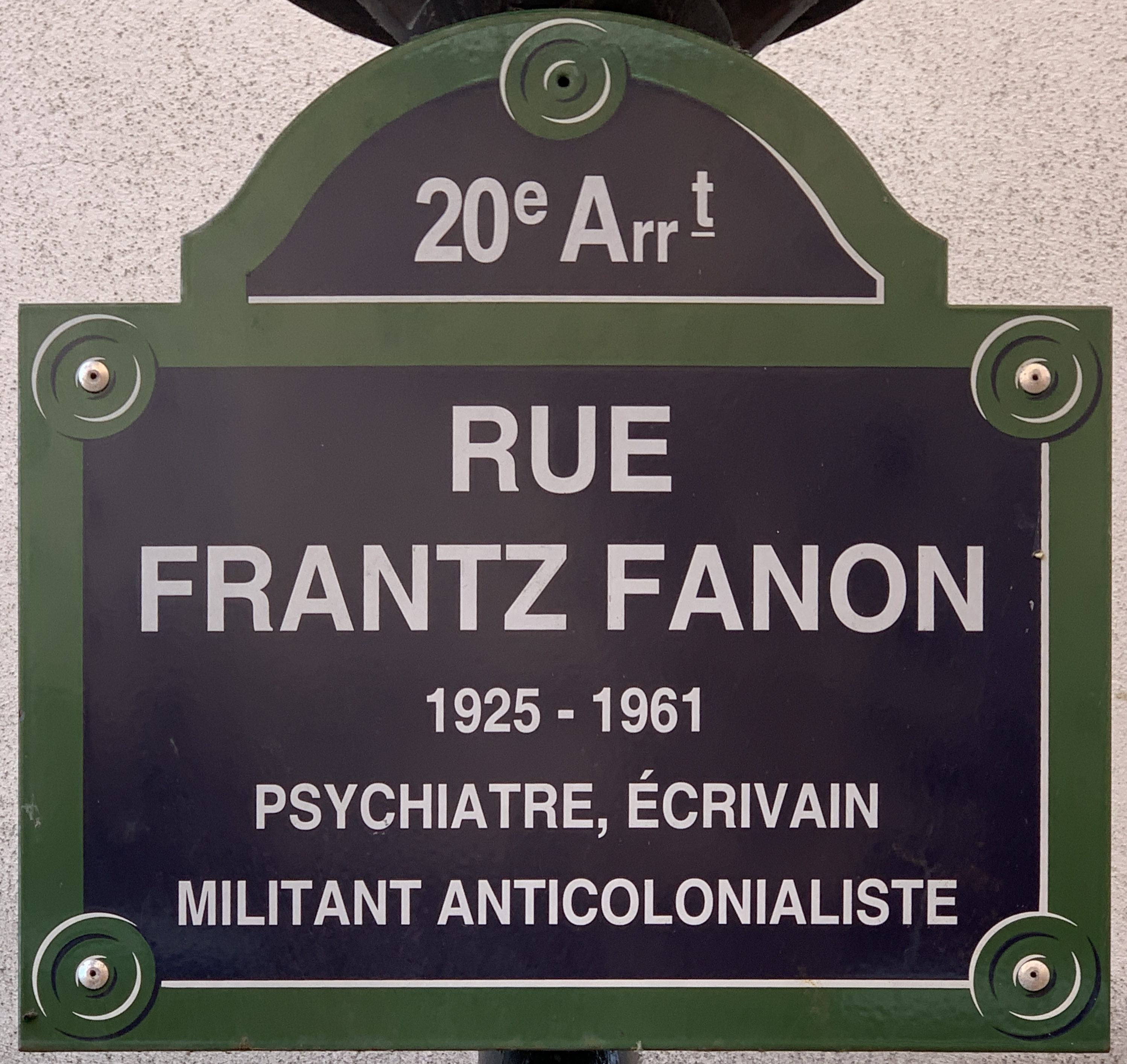
Plaque de la rue.

La voie doit son nom au psychiatre et écrivain français Frantz Fanon (1925-1961).

## Historique
Cette voie a été créée lors de l'aménagement de l'écoquartier Fréquel-Fontarabie. Elle a été dénommée par délibération municipale des 14 et 15 octobre 2013,.